# Pheidole megacephala
La hormiga leona (Pheidole megacephala) es una hormiga de la subfamilia Myrmicinae, una de las cinco especies de hormigas invasoras junto a Wasmannia auropunctata, Anoplolepis gracilipes, Linepithema humile y Solenopsis invicta. Está incluida en la lista 100 de las especies exóticas invasoras más dañinas del mundo de la Unión Internacional para la Conservación de la Naturaleza.

## Descripción

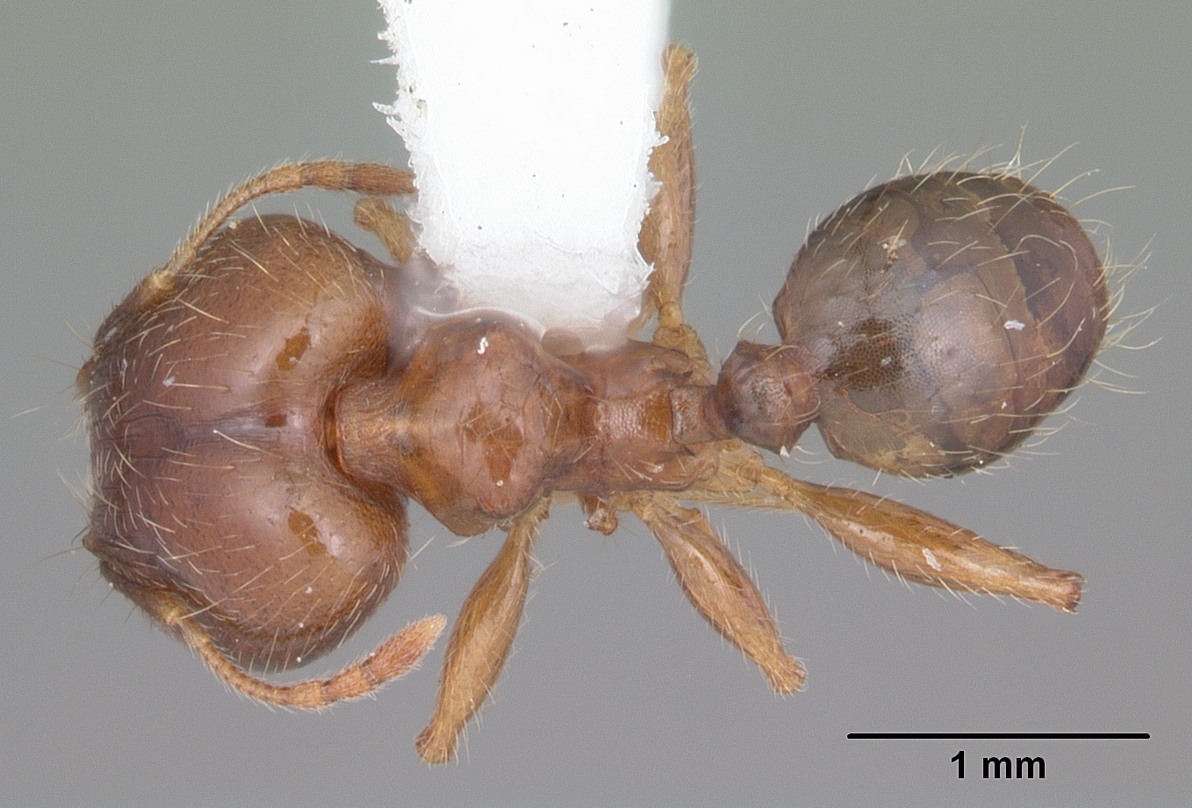
Vista dorsal de un soldado

Los soldados miden 3,5 mm de longitud, con la cabeza en forma de corazón y de gran tamaño, de color pardo ferruginoso claro; las obreras miden 2 mm de longitud, de color miel oscuro a rojizo amarillento, con la cintura de dos segmentos y un nodo peciolar que se hincha notablemente; las reinas, que son varias en cada hormiguero, presentan color castaño oscuro, con antenas de 12 segmentos; mientras, los machos son de color amarillo pálido, con antenas filiforme de 13 segmentos y los ocelos en una prominencia del vértice.

## Control de plagas

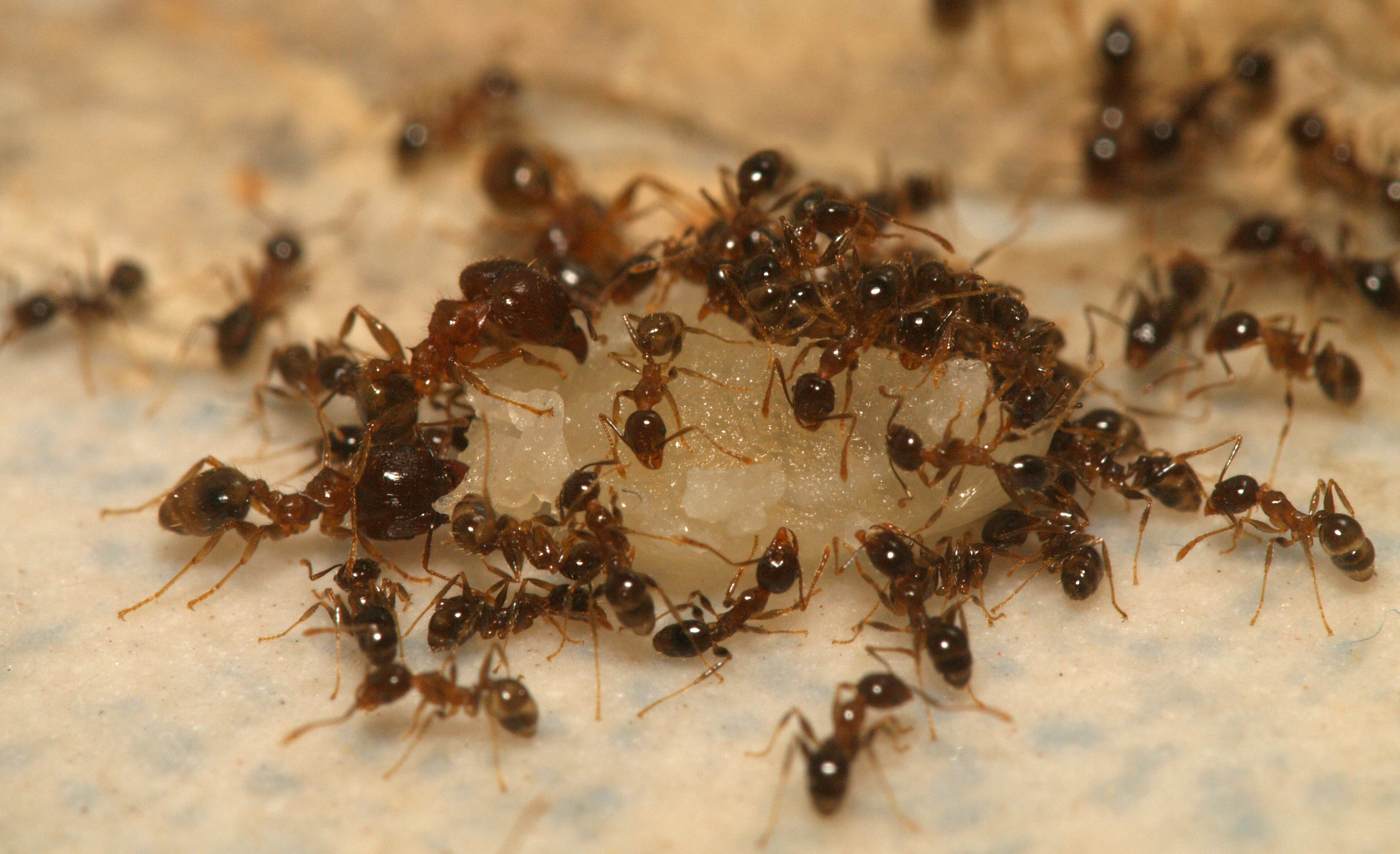
Grupo de obreras

Es una plaga de ciertos cultivos. En el caso de las plantaciones de café, cacao y frutales, la invasión de Pheidole megacephala, se relaciona directamente con la expansión agresiva de la plaga del hemíptero Coccus viridis, cuyas larvas se benefician de la eliminación de sus depredadores por la hormiga.
Por otra parte, esta especie es utilizada para controlar algunas plagas que afectan la actividad agropecuaria. Por ejemplo, la difusión gestionada de esta hormiga es utilizada para controlar el tetuán de la batata (Cylas formicarius). También se ha obtenido éxito con el uso de esta especie de hormiga para controlar la garrapata microplus Boophilus microplus que afecta la ganadería.